# Markhana
Le Markhana est une petite rivière d'Afghanistan qui coule dans les provinces de Bâmiyân et de Wardak. C'est un affluent du cours supérieur de l'Helmand en rive droite.

## Géographie
La rivière naît du versant méridional du Koh-i Baba dans le district de Penjab du sud de la province de Bâmiyân, dans la région appelée Hazarajat (pays des Hazaras). Peu après sa naissance, le Markhana prend la direction du sud-sud-ouest, puis du sud-sud-est et pénètre ainsi en province de Wardak, dans le district de Markazi Bihsud.
Au total, il s'est orienté vers le sud, direction suivie par l'ensemble des affluents et sous-affluents de la partie nord-occidentale ou droite du bassin supérieur de l'Helmand. Son cours se termine par son confluent avec l'Helmand en rive droite, juste en amont de l'endroit où ce dernier s'engage dans la province de Bâmiyân.

## Hydrologie
Le Markhana est une rivière bien alimentée par les précipitations élevées qui tombent sur la chaîne du Koh-i-Baba, partiellement recouverte de glaciers. Mais ceux-ci, situés en général plus à l'est, alimentent fort peu la rivière qui bénéficie surtout des pluies et de la fonte des neiges des montagnes.
Le débit du Markhana a été observé de 1969 à fin 1978 à Dahan-e Richqa, localité située peu avant son confluent avec l'Helmand. Par après, les affrontements et les guerres n'ont plus permis de continuer les observations.
Comme pour ses voisins le Kaj et le Penjab, sa courbe saisonnière de débit est typique des cours d'eau de haute montagne de l'Afghanistan central à régime surtout nival.
Le débit annuel moyen ou module de la rivière, calculé sur 8 ans (allant de 1970 à 1977) a été de plus ou moins 6 m3/s. La courbe d'oscillation des débits journaliers observés en 1974 est assez semblable à celle de la moyenne de ces 8 années.
La période des hautes eaux débute très brusquement et se déroule au début du printemps. Le débit maximal est observé de la mi-mars à la fin du mois de juin et correspond à la fonte des neiges. Il atteint 25 à 60 m3/s en moyenne durant la seconde quinzaine d'avril et la première quinzaine du mois de mai. Cette période de hautes eaux est suivie d'une chute rapide du débit qui passe sous la barre des 10 m3/s dès le mois de juillet, suivie rapidement d'un passage au niveau de 2 à 6 m3/s selon les années. Le débit atteint son plancher moyen de 2,5 m3/s dès le mois d'août. La saison des basses eaux est très longue et se poursuit jusqu'au printemps suivant. Quelques épisodes de crue assez brefs peuvent avoir lieu durant l'été ou l'automne. Le minimum est souvent atteint en hiver (janvier ou février). Il n'y a guère de période intermédiaire entre la période d'étiage et celle des crues. Celles-ci arriveront très brusquement au printemps suivant.
La rivière n'est jamais tombée à sec durant ces huit années d'observation.
Pour l'année 1974, le débit a oscillé entre un plus bas de 2,5 et un plus haut de 31 m3/s environ. Ce sommet a été atteint en pleine fonte des neiges au mois de mai.